# Odmetavanje goriva
Odmetavanje goriva (ang. Fuel dumping ali fuel jettison) je postopek, ki se uporablja na letalih v nekaterih zasilnih primerih, kot je vrnitev na letališče takoj po vzletu. V takih situacijah je na letalu sorazmerno veliko goriva, zato je po navadi nad največjo dovoljeno pristajalno težo. Z odmetavanjem zmanjša težo in nevarnost požara. Preden letalo začne odmetavati gorivo, se pilot posvetuje s kontrolorjem, tako da ni drugih letal v bližini. Goriva se odmetava iz kril in proč od motorjev. Letalo lahko sicer v nujnih primerih pristane tudi nad največjo dovoljeno pristajalno težo, vendar pri tem tvega poškodbe. 
Ameriška FAA je v poznih 1950ih zahtevala uporabo naprav za odmetavanje goriva na letalih, ki so imela razmerje med največjo strukturno vzletno težo in največjo strukturno pristajalno težo več kot 105 %. Taka letala so na primer Boeing 707, 727 in Douglas DC-8.
Ozkotrupna letala Boeing 737, Boeing 717,Boeing 757, MD80, Douglas DC-9 in člani družine Airbus A320 nimajo sistema za odmetavanje goriva. Če so omenjena letala nad dovoljeno pristajalno težo, po navadi krožijo okrog letališča in porabljajo gorivo toliko časa, dokler ne dosežejo dovoljene pristajalne teže, razen če je pristanek res nujen.
Širokotrupna letala, kot so Lockheed L-1011, McDonnell Douglas DC-10 / McDonnell Douglas MD-11, Boeing 747 in Airbus A340, imajo sistem za odmetavanje goriva. Na letalih, kot so Boeing 767, Airbus A300, A310 in A330, je vgradnja sistema za odmetavanje goriva na izbiro kupcu. 

## Vojaška letala
Vojaška letala, kot je General Dynamics F-111 Aardvark, lahko odvržejo gorivo in ga potem vžgejo z uporabo sistema za dodatno zgorevanje. Postopek se imenuje "torching" oz. "dump-and-burn".